# جاك مارشال (سياسي نيوزلندي)
جاك مارشال (بالإنجليزية: John Ross Marshall)‏ هو دبلوماسي ومحامي وسياسي نيوزلندي، ولد في 5 مارس 1912 في ويلينغتون في نيوزيلندا، وتوفي في 30 أغسطس 1988 في المملكة المتحدة. حزبياً، نشط في الحزب الوطني في نيوزيلندا.
بدا على الحكومة الوطنية الثانية التي تولت السلطة منذ عام 1960 أنها قد أُنهكت وأصبحت خارجة عن السيطرة، وفي وقت تعيين مارشال بدت متجهة نحو هزيمة انتخابية شديدة. وبعد فوز حزب العمال في الانتخابات العامة التي جرت عام 1972، أصبح مارشال زعيمًا للمعارضة. وكان مصممًا على البقاء كزعيم للحزب الوطني، ولكن في يوليو 1974 تحداه روبرت مولدون نائبه ومنافسه وخليفته من أجل الزعامة.
عُرف عن مارشال أدبه ودماثته، وكان يُطلق عليه أحيانا لقب جنتلمان جاك (السيد المحترم جاك). خالف النهج العدواني لبعض السياسيين، مفضلاً نهجًا أكثر هدوءًا وأقل مواجهة. كانت هذه السمات في بعض الأحيان يُساء تفسيرها من قِبَل معارضيه باعتبارها ضعفًا. كان مارشال من أشد المؤمنين بالحس السليم والبراغماتية، وكان يكره ما اعتبره شعبوية لدى السياسيين الآخرين في وقته.

## النشأة
ولِد مارشال في ويلينغتون. نشأ في ويلينغتون، وفانغاري، ودندين، إذ التحق بمدرسة فانغاري الثانوية للذكور ومدرسة أوتاغو الثانوية للفتيان. عُرِف بقدراته الرياضية، وخاصة الرغبي.
بعد مغادرة المدرسة الثانوية، درس مارشال القانون في جامعة فيكتوريا. حاز على إجازة في القانون في عام 1934 وماجستير القانون في عام 1935. عمل بدوام جزئي في مكتب قانوني، وكتب سلسلة من كتب الأطفال بعنوان الدكتور دوفر.
في عام 1941، وأثناء الحرب العالمية الثانية، التحق مارشال بالجيش وتلقى تدريبات الضباط. وفي السنوات القليلة الأولى من خدمته، أُرسِل إلى فيجي، وجزيرة نورفولك، وكاليدونيا الجديدة، وجزر سليمان، ووصل في نهاية المطاف إلى رتبة رائد. وخلال هذه الفترة، أمضى أيضًا خمسة أشهر في الولايات المتحدة في كلية البحرية في ولاية فرجينيا. في 29 يوليو 1944، خلال إجازته في برث، أستراليا الغربية، تزوج مارشال من الممرضة جيسي مارغريت ليفينغستون. في بداية عام 1945، كُلِّف مارشال بفرقة أُرسِلت لدعم قوات نيوزيلندا في الشرق الأوسط. وقد شاركت هذه الفرقة فيما بعد في معركة نهر سينيو وتحرير ترييستي.

## عضوية البرلمان
| برلمان نيوزيلندا |                   |                    |              |
| السنوات          | الولاية           | الدائرة الانتخابية | الحزب        |
| 1946-1949        | الثامنة والعشرون  | جبل فيكتوريا       | الحزب الوطني |
| 1949-1951        | التاسعة والعشرون  | جبل فيكتوريا       | الحزب الوطني |
| 1951-1954        | الثلاثون          | جبل فيكتوريا       | الحزب الوطني |
| 1954-1957        | الحادية والثلاثون | كاروري             | الحزب الوطني |
| 1957-1960        | الثانية والثلاثون | كاروري             | الحزب الوطني |
| 1960-1963        | الثالثة والثلاثون | كاروري             | الحزب الوطني |
| 1963-1966        | الرابعة والثلاثون | كاروري             | الحزب الوطني |
| 1966-1969        | الخامسة والثلاثون | كاروري             | الحزب الوطني |
| 1969-1972        | السادسة والثلاثون | كاروري             | الحزب الوطني |
| 1972-1975        | السابعة والثلاثون | كاروري             | الحزب الوطني |

بعد الحرب، أثبت مارشال نفسه سريعًا كمحام بالقضاء العالي، ولكنه سرعان ما أُقنِع للترشح للحزب الوطني عن ويلينغتون الجديدة مقعد جبل فيكتوريا في انتخابات عام 1946. وفاز بالمقعد بعدد 911 صوتًا. ولكنه كان غير مؤهلًا لأسباب إجرائية، إذ وُكِّل مارشال آنذاك في قضية قانونية لصالح الحكومة، وهو الأمر الذي كان مخالفًا للقوانين التي تمنع الساسة من تقديم خدماتهم لمؤسساتهم الخاصة. ولكن لأن مارشال كان قد اتخذ القضية قبل انتخابه (وما كان ليؤثر على قرار الحكومة بمنحه المنصب)، فمن الواضح أنه لم يكن هناك أي خطأ. وعلى هذا النحو، قام رئيس الوزراء، بيتر فرازير من حزب العمال، بتعديل اللوائح التنظيمية.
كانت فلسفة مارشال السياسية، التي كانت واضحة المعالم في هذه المرحلة، عبارة عن مزيج من القيم الليبرالية والمحافِظة. وكان معارضًا لرأسمالية مبدأ عدم التدخل، وعارض أيضًا مبدأ إعادة توزيع الثروات التي ينادي بها الاشتراكيون، وتمثلت رؤيته بمجتمع مالك للملكيات بتوجيهات سليمة من حكومة عادلة نزيهة. صرّح باري غوستافسون: «كان الدافع القوي [لمارشال] هو عقيدته المسيحية والالتزام الفكري العميق بنفس القدر بمبادئ الليبرالية».

## مناصب
- انتخب وزير العدل [الإنجليزية]‏ (26 نوفمبر 1954 – 12 ديسمبر 1957).
- انتخب نائب رئيس وزراء نيوزيلندا [الإنجليزية]‏ (20 سبتمبر 1957 – 12 ديسمبر 1957).
- انتخب عضو مجلس الشورى البريطاني.
- انتخب نائب رئيس وزراء نيوزيلندا [الإنجليزية]‏ (20 سبتمبر 1957 – 12 ديسمبر 1957).
- انتخب رئيس وزراء نيوزيلندا (7 فبراير 1972 – 8 ديسمبر 1972).
- انتخب عضو مجلس النواب النيوزيلندي.

## روابط خارجية
- جاك مارشال على موقع الموسوعة البريطانية (الإنجليزية)
- جاك مارشال على موقع مونزينجر (الألمانية)
- جاك مارشال على موقع إن إن دي بي (الإنجليزية)